# Conan II de Bretagne
Pour les articles homonymes, voir Conan de Bretagne.
Conan II de Bretagne (né à Rennes vers 1033-1034 et mort devant Château-Gontier le 11 décembre 1066), fils du duc Alain III et de Berthe de Blois-Chartres, est un duc de Bretagne de la maison de Rennes qui régna de 1040 à sa mort en 1066.

## Minorité
Héritier du duché de Bretagne, Conan est mineur à la mort de son père en 1040. Son oncle, Éon Ier de Penthièvre, qui partageait la garde de Conan avec sa mère, Berthe de Blois, jusqu'au remariage de cette dernière avec Hugues IV du Maine, en profite pour s'emparer de la tutelle sur le duché de Bretagne. Eudes (autre nom de Éon Ier de Penthièvre) possède la réalité du pouvoir. Il fait partie des adversaires de Guillaume le Bâtard, futur duc de Normandie. Il faudra à Conan attendre la victoire de Guillaume sur ses opposants, au Val-ès-Dunes en octobre 1047, pour que son oncle, affaibli par sa défaite, accepte la fin de la minorité. Enlevé à la garde de son oncle, il est reconnu duc de Bretagne en 1048.

## Règne

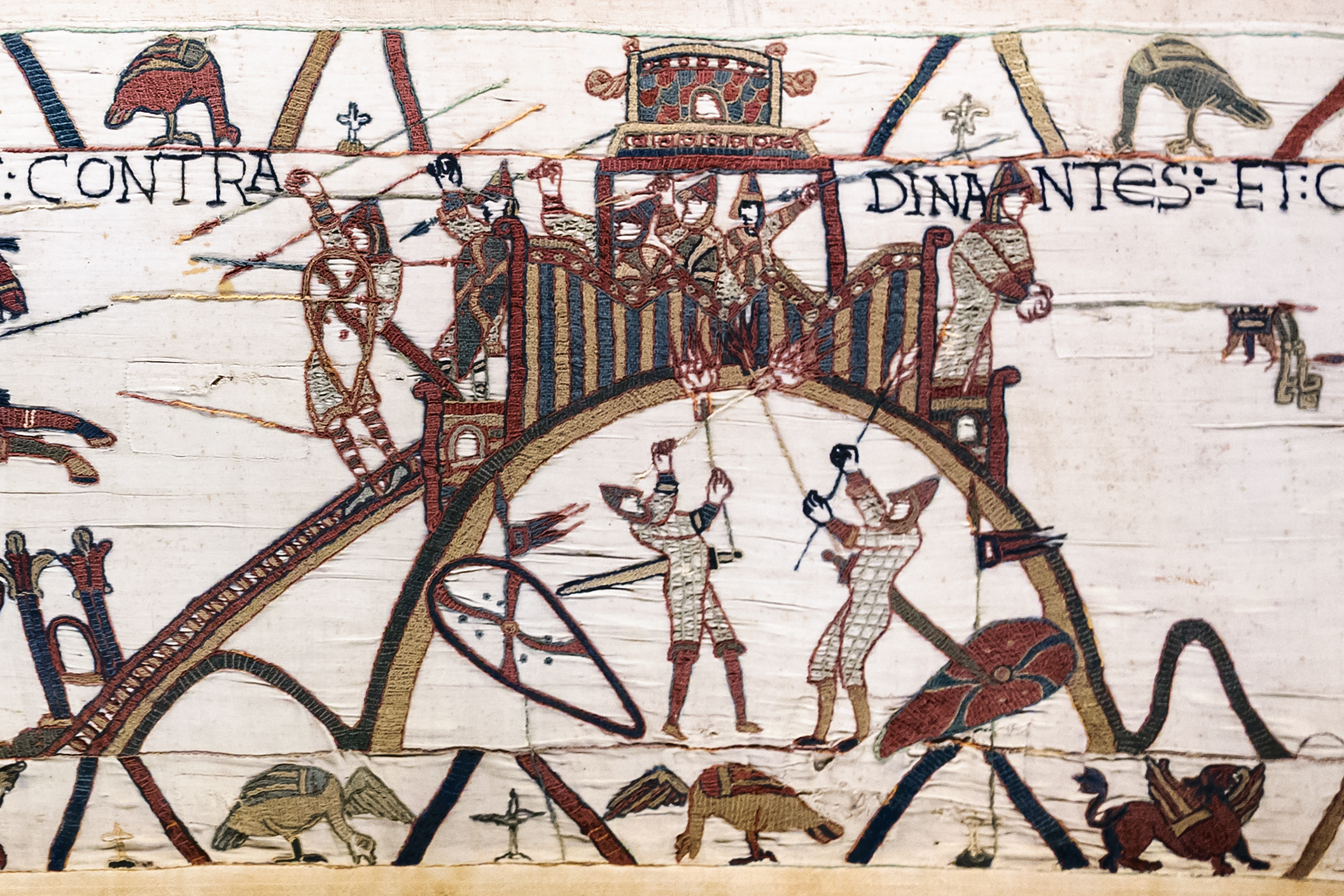
Tapisserie de Bayeux (scène 20), Conan II capitule à Dinan et rend les clefs de la ville au bout d'une lance.

Conan réussit même, à la mort du comte Mathias, sans héritier, à étendre provisoirement son pouvoir sur le comté de Nantes. Néanmoins, ce comté est également revendiqué par Alain Canhiart, comte de Cornouaille, du droit de son épouse Judith. En 1054, le comté échoit en définitive à leur fils Hoël de Cornouaille, qui deviendra le beau-frère de Conan, en épousant sa sœur Havoise.
À Rennes, Conan II réussit vers 1047 à substituer à la « dynastie épiscopale » en place depuis la fin du siècle précédent l'évêque Main, fils du vicomte Hammon II d'Alet, et chantre de la cathédrale depuis 1040-1047 qui assiste au concile réformateur de Rome de 1050. L'abbaye Saint-Melaine est restaurée par des moines de l'abbaye Saint-Florent de Saumur et en 1058 le nouvel abbé Even est un ancien prieur de l'abbaye angevine.
En 1050, lorsque le pape Léon IX recommande aux dirigeants bretons la réforme contre la simonie, il s'adresse au « prince des Bretons et au comte Alain ».
En 1064, Conan II doit ensuite faire face à la révolte de Riwallon Ier de Dol, soutenu par Guillaume le Bâtard. Cette expédition est représentée sur la tapisserie de Bayeux, scènes 18 à 20. Le duc de Normandie force Conan II à lever le siège de Dol-de-Bretagne, d'où il s'enfuit et le  poursuit jusque sous les murs de Rennes et ensuite jusqu'à Dinan, où Conan rend les clefs de la ville au bout d'une lance. Toutefois, coupé de ses bases, sans ravitaillement pour son armée, Guillaume doit se retirer en Normandie comme le reconnaît le chroniqueur Guillaume de Poitiers pourtant zélé partisan des Normands. Cet échec renforce le pouvoir de Conan II. À en croire Pierre Le Baud soutenu par ses vassaux il s'empare de Dol et contraint Riwallon à l'exil.
En 1065, lorsque Conan II rend une visite solennelle à son oncle Thibaud III de Blois, il est accompagné d'une suite nombreuse d'une trentaine de membres qu'il désigne comme « hic Baronibus meis », c'est-à-dire « mes barons ». Elle est constituée de seigneurs dont les fiefs relèvent directement du duc comme Sylvestre de la Guerche, Giron de Châteaugiron, Suhard d'Acigné, du comté de Nantes comme Ascol fils de Roald de Donges,  Mainfinitus de Nantes, mais aussi de seigneurs non bretons comme Geoffroy II de Mayenne et Guy de Sablé. Il est également accompagné d'un « joueur de harpe » nommé Norman.
Conan II cherche alors à profiter de l'affaiblissement temporaire des comtes d'Anjou et à renforcer sa frontière du côté de l'Anjou. Vers la fin de l'an 1066, le prince breton, après avoir occupé Pouancé qui appartenait à Sylvestre de la Guerche, pris Segré, il s'avance jusqu'à Château-Gontier qu'il assiège, mais il meurt devant la cité, le 11 décembre 1066 empoisonné, dit-on, par un traître sur l'ordre de Guillaume le Bâtard, soupçonné d'avoir commandité cet assassinat. La cause de la guerre était probablement le désir de rétablir les limites de la Bretagne, portées par Erispoë jusqu'à la Mayenne, et que le prince breton avait fortifiées par des retranchements puissants, comprenant deux fossés et deux haies de terre, appuyés de distance en distance par des boulevards, et allant de la Mayenne au-dessus de Bazouges, à la Seiche en face des Availles,[réf. nécessaire].
Conan II est inhumé dans l'abbatiale Saint-Melaine de Rennes où sa tombe a été retrouvée sous la tour en 1672 lors d'une restauration. En l'absence d'héritiers directs, son beau-frère Hoël lui succède : la maison de Rennes doit laisser la place à la maison de Cornouaille à la tête du duché de Bretagne.

### Postérité
Conan II est mort sans avoir pris d'épouse en vue d'assurer sa descendance légitime, toutefois un certain «  Alanus nothus filius Conani comitis » qui figure en 1075 parmi les témoins d'une charte de donation de Berthe de Blois pourrait être son fils bâtard.